# サミ・ケイナネン
サミ・ケイナネン（Sami Keinänen、1973年5月13日 - ）は、フィンランドの元ベーシストである。ロック・バンド「ローディ」の創設メンバである。ロヴァニエミ生まれ。

## 経歴
ローディ時代は「G-スティーラー (G-Stealer)」という名義で活動していた。1996年からバンドのメンバーとしてベースを演奏した。アルバム『Bend Over and Pray the Lord!』に参加した。このアルバムは『Scarchives Vol. 1.』に収録され2012年9月3日に発売した 。
1999年、イギリスで仕事を見つけたためローディから脱退した。

## キャラクターの背景

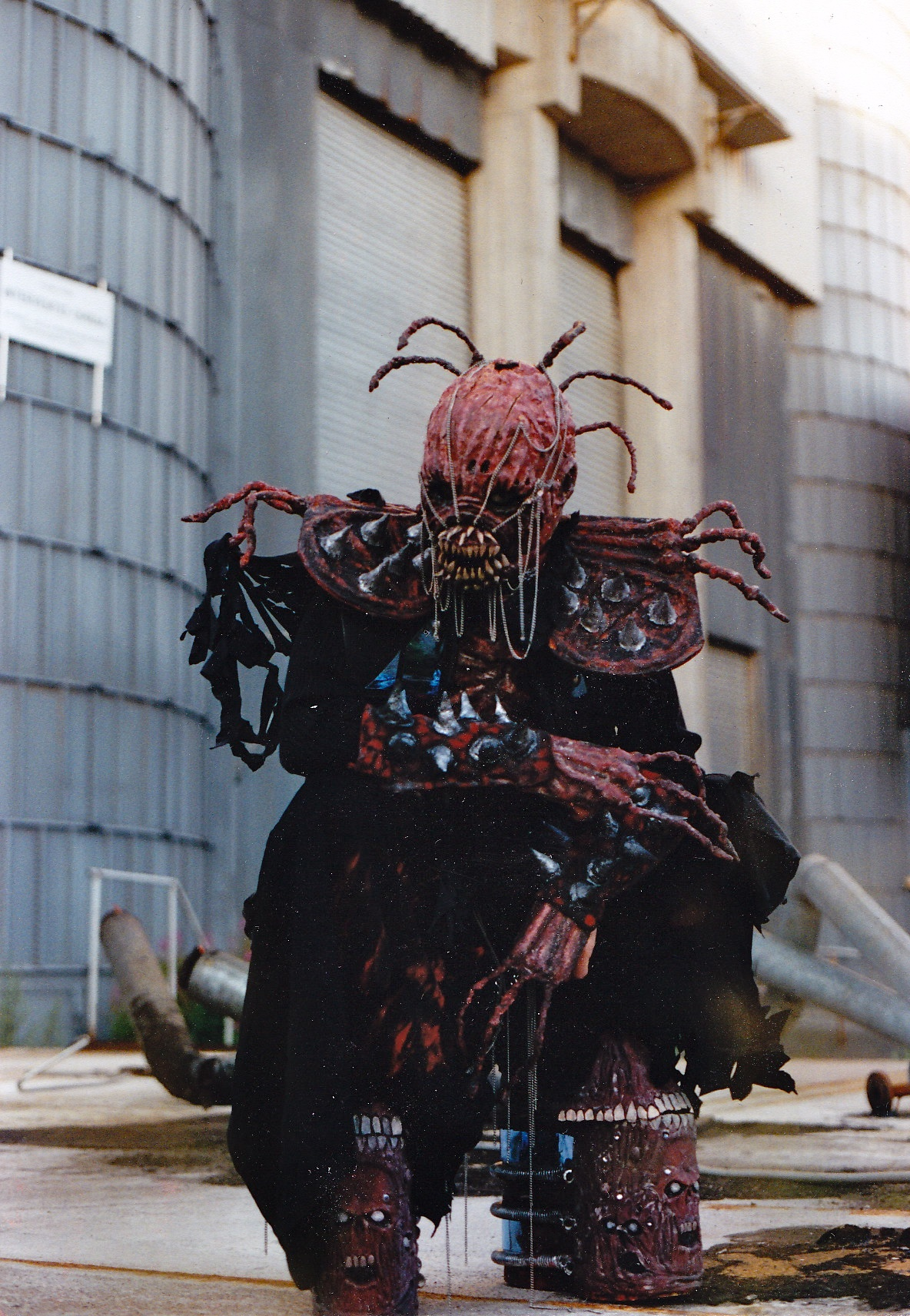
G-スティーラー

G-スティーラーは、北とまったく同じように、銀河系さいだん座ミュー星の恐ろしい獣人である。元々この獣は遭遇する存在の遺伝子を置き換えることができると考えられており、その名前は「ReplacerGene」であった。これは、キッスのベーシストであるジーン・シモンズについての内面のジョークであり、キッスの影響を大きく受けたバンドとして、ケイナネンは事実上ジーンの代わりになるということである。しかし「交換者」は愚かに聞こえ、ジーンは実際には交換できなかったと結論付けられた。そのため、名前は「G-Stealer」に短縮された。